# Готицизм
Готицизм — возникшее в европейской историографии и общественном сознании представление о происхождении той или иной общности от готов, а также различные формы апелляции к готскому наследию. Различают средневековый готицизм, основанный на династических претензиях монархических домов, и раннемодерновый, или протонациональный готицизм, возникший как побочный продукт поиска национальной идентичности в процессе образования национальных государств.

## История
Поскольку в событиях Великого переселения народов (II—VII вв.) историки отводят центральную и доминирующую роль восточногерманскому племени готов, то готицизм в конечном итоге является претензиями как на готское, так и на классическое римское наследие, ибо именно готы сперва разрушили, а потом возродили Западную Римскую империю.
Возникновение готицизма как исторического мифа, согласно которому скандинавы являются потомками и наследниками готов, обычно относят к 1434 году, когда на церковном соборе в Базеле австрийцы и шведы поспорили между собой о превосходстве. Посланник Эрика Померанского, епископ Нильс Рагвальдссон, произнёс речь тогда, в которой назвал нынешних жителей Скандинавии прямыми потомками готов.
Однако о готском происхождении правящей семьи шведских королей источники упоминают уже и в XII и в XI веках. В некоторых документах этого времени конунги Карл VII Сверкерссон и Кнут I Эрикссон именуются королями «шведов и готов», а ещё раньше в эпоху короля Болеслава Храброго (правил в 992—1025 годах) Польша мыслилась как Regnum Sclavorum, Gothorum sive Polonorum («Королевство славян, готов, или поляков»). В 1278 году конунг Магнус III (1275—1290) официально именовал себя «королём шведов, готов и вандалов». В средневековой хорватской историографии также обнаруживаются представления о связи хорватов и готов, которые по аналогии с похожими явлениями в других странах Европы исследователи относят к готицизму,
Ганс Мессмер объяснял появление готицизма реакцией гуманистов Германии и Скандинавии на теорию о готском варварстве, созданную гуманистами романских народов, особенно итальянцами. Они видели в готах и вообще в варварских североевропейских народах разрушителей той цивилизации, связь с которой они старались восстановить из «тьмы Средневековья». «Всё готское стало символом враждебности культуре и образованию, символом недостатка воспитания и классического образа мышления, монашеского лицемерия и дремучего невежества» — пишет Хервиг Вольфрам. Одновременно в готах видели носителей стихийной и неистребимой жизненной энергии.
Произведения историков древности, в которых были записаны деяния готов, и особенно труд готского историка Иордана, утверждавшего, что римляне и везеготы primas mundi gentes — первые народы земли (Iord. Get. 182), значительно способствовали утверждению и распространению «готского мифа», потеснившего «миф римский».
Опираясь преимущественно на труд Иордана, а также на некоторые сведения Исидора Севильского, учёные Нового времени заключили, что Швеция была тождественна Скифии и Готии; шведы, понимаемые также как готы и скифы, объявлялись потомками библейских Гога и Магога, Швеция и Готланд — древнейшей страной, а все европейские народы — произошедшими от готов, что было дальнейшим развитием концепции Иордана. Культ всего готского особенно развивается в Швеции во время правления короля Густава II Адольфа (1594—1632), пытавшегося «возродить бессмертную славу» народа.
К середине XVIII в. происхождение от готов прочно заняло свое место и в английской историографии, а готицизм стал общепринятым подходом к анализу собственной истории среди английской образованной публики. Концепция готицизма сближала прошлое Англии и стран Северной Европы в понимании эвгемеризированных богов из скандинавского пантеона как общих предков, так как в условиях господства готицистической идеи все германские народы представлялись единым этносом, разделение которого на отдельные группы произошло лишь сравнительно недавно. После этого пика расцвета готицистская парадигма стала постепенно уступать место викторианскому тевтонизму.
Хотя готицизм не получил сколько-нибудь серьёзного распространения во Франции, французские романтики и представители немецкого историзма XIX в. были едины в том, что вторжение германцев означало для Запада «приток свежей крови», а Шатобриан называл их «нашими предками» и заявлял, что «готы принадлежали к высшей расе».
С появлением и развитием истории как науки готицизм в целом прекратил своё существование, однако в начале XIX века новый всплеск готицизма происходит в Швеции после основания там «Готской лиги» (1811—1844), — научного общества, занимавшегося древнескандинавскими историческими и лингвистическими исследованиями.
Согласно современному взгляду на готицизм, он не был стабильной идеологической конструкцией, а представлял собой сложный феномен, не связанный исключительно с задачами прославления народа или государства и обоснованием их превосходства. Вопрос о том, «почему и как возникла потребность постоянно трансформировать именно готские, а не вандальские, франкские, бургундские или какие-либо другие варварские шаблоны (паттерны) в исторический миф», является одним из центральных в изучении готицизма.